# Bányai Kornél
Bányai Kornél (Újbánya, 1897. augusztus 26. – Szolnok, 1934. augusztus 31.) magyar költő.

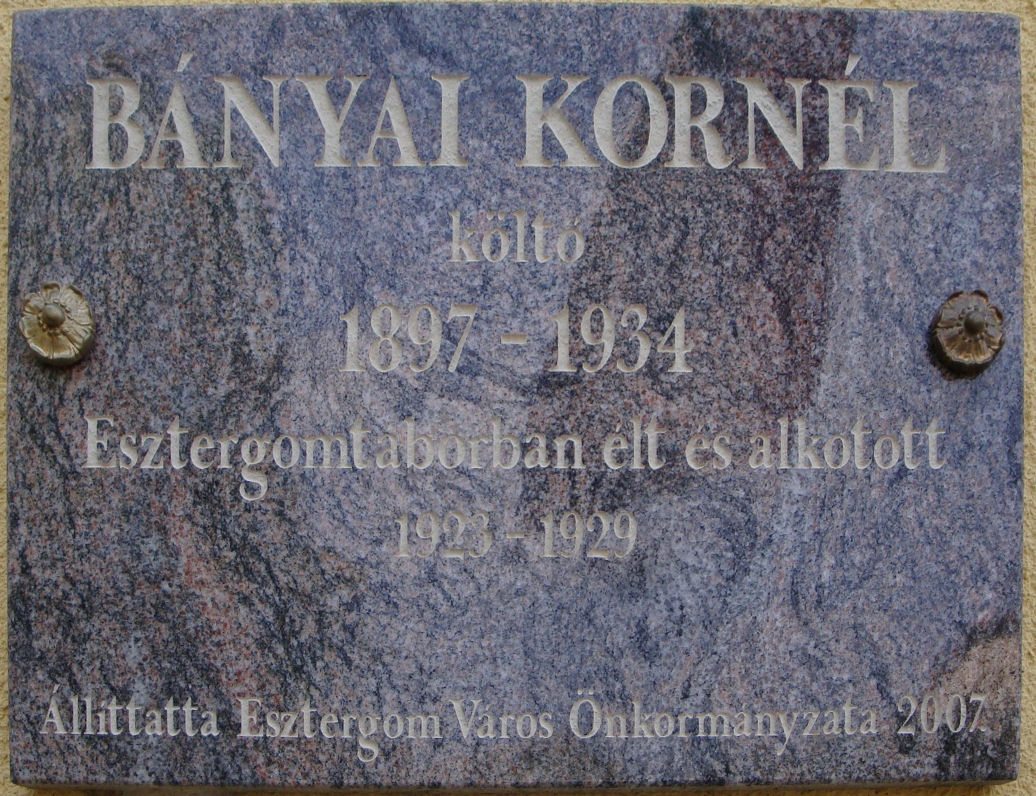
Emléktáblája Esztergomban a Féja Géza Közösségi Ház falán

## Életpályája
Bányai Elek lévai telekkönyvvezető fia.
Érettségi után 1915-ben behívták katonának, ahol 1916-ban fogságba esett. 5 évig élt hadifogolyként Szibériában, Turkesztánban. Első versei Oroszországban jelentek meg. 1921 júniusában tért haza. Az Esztergom-Tábori polgári iskolában tanított. 1923-ban jogi doktorátust szerzett. 1927-ben szerkesztette a Forrás című antológiát. 1929-től a Tiszaföldvár melletti Homokra költözött, tanított, majd tisztviselő volt. Szabad verseinek képei monumentálisak, szimbolizmusba hajlanak. Tanulmánykötet (Párizs, 1927) című gyűjteményes munkájában Balassi Bálintról is írt. 1932-ben Baumgarten-jutalmat kapott.

## Művei
- Búzák születése és halála (Homok álnéven), (vers, Omszk, 1918)
- Örök arc (trilógia, Taskent, 1920)
- Örök arc. Trilógia; szerzői, Bp., 1925
- Tanulmánykötet. Ajtay Miklós, Bányai Kornél, stb. írásai; Vuibert, Paris, 1927 (A Párisi Magyar Akadémia könyvtára)
- Forrás. Antológia; szerk. Bányai Kornél, bev. Ajtay Miklós; Párisi Magyar Akadémia, Bp., 1927
- Közelebb a földhöz; Forrás, Bp., 1930
- Vasénekű testvéreim. Válogatott versek 1916-1934; vál., bev. Mátyás Ferenc, utószó Bányai László; Magvető, Bp., 1967